# Königreich Koya

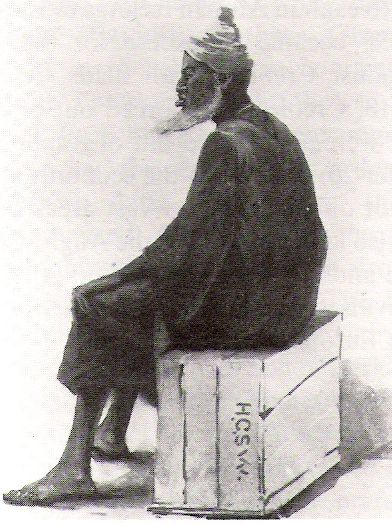
Bai Bureh, Führer des Temneaufstandes 1898

Das Königreich Koya bzw. Königreich Temne, auch Kquoja, Koya Temne, war von etwa 1450 bis 1896 ein vorkoloniales Königreich im heutigen Sierra Leone in Westafrika. Die Hauptstadt lag beim Cape Mount im heutigen Grand Cape Mount County in Liberia.
Der König trug den Titel Bai bzw. Obai. Die mehreren Kleinkönigreicher unter dem Koya-König wurden von Gbana geführt.

## Geschichte
Das Königreich wurde von den Temne gegründet, die vor allem Handel mit den Portugiesen weiter im Süden trieben. Es gab eine enge Verbindung zu den britischen und französischen Kolonialmächten. Unter der Herrschaft von Nembanga wurde Ende 1788 ein Abkommen zur Einrichtung einer britischen Kolonie auf der heutigen Freetown Peninsula unterzeichnet. Das Königreich war aktiv am Sklavenhandel beteiligt.
Zwischen 1801 und 1807 kam es zum Krieg des Königreichs mit der britischen Kolonialmacht und den Susu. Hierbei gingen weite Teile der nördlichen Küste des heutigen Sierra Leone an die Briten sowie Port Loko an die Susu verloren. 1815 wurde der Hafen zurückgewonnen. 1841 gewannen die Temne den Krieg gegen die Loko.
Am 31. August 1896 wurde das Königreich britisches Protektorat. Ein Aufstand im Jahr 1898 war nicht erfolgreich.

## Liste der Könige
| Amtszeit                       | Name                                 | Anmerkung                               |
| ------------------------------ | ------------------------------------ | --------------------------------------- |
| 1450–1680                      | ?                                    |                                         |
| 1680–1720                      | Naimbanna I.                         | in Port Loko                            |
| 1720 (1775?)–11. November 1793 | Naimbanna II. (Nembgana)             | in Robanna                              |
| 1793–1807                      | Farima IV. (Farama)                  |                                         |
| 1807–1817                      | Bai Foki                             |                                         |
| 1817–1825                      | Moriba Kindo Bangura                 |                                         |
| 1825–1826                      | Kunia Banna                          |                                         |
| 1826–1840                      | Fatima Brima Kama                    | Königin                                 |
| 1840–1859                      | Moribu Kindo                         |                                         |
| 1859–1872                      | Bai Kanta                            |                                         |
| 1872–1887                      | vakant                               | 1872–18?? amtierend Alimani Lahai Bundu |
| 1887–1898                      | Bai Bureh                            | in Kasseh                               |
| 1890–1898                      | Kompa Bakari Bombolai (William Rowe) | in Koya                                 |
| 1898                           | Fula Mansa Gbanka                    |                                         |
| 1898–1905                      | ?                                    |                                         |
| 1905–1908 (als Chief)          | Bai Bureh                            | in Kasseh                               |